# Myrte-ordenen
Myrte-ordenen (Myrtales) er en række familier af blomsterplanter, der står inden for Rosengruppen af de Tokimbladede.
| Familier |

- Alzateaceae
- Combretaceae
- Crypteroniaceae
- Heteropyxidaceae
- Kattehale-familien (Lythraceae)
- Melastomataceae
- Memecyclaceae
- Myrte-familien (Myrtaceae)
- Oliniaceae
- Natlys-familien (Onagraceae)
- Penaeaceae
- Psiloxylaceae
- Rhynchocalycaceae
- Vochysiaceae

I det ældre Cronquists system er der stort set samme indhold i ordnen, bortset fra at familien Vochysiaceae er overført til Mælkeurt-ordnen (Polygalales), mens Peberbusk-familien optages. Familien Sonneratiaceae, Tornnød (Trapa) og Granatæble (Punica) indgår nu i Kattehale-familien. Derudover er der kun mindre ændringer.